# Lago dell'Esaro
Il lago dell'Esaro è un piccolo lago artificiale della Calabria, sito nel comune di Roggiano Gravina in provincia di Cosenza.

## Origine
Il lago è stato realizzato grazie allo sbarramento per mezzo di una diga in terra battuta lunga poco più di 1,2 Km e con una capacità d'invaso media di 10 milioni di metri cubi d'acqua; incanalando le acque dell'omonimo fiume Esaro e del fiume Occido suo affluente, dov'è attualmente la diga, vi era la confluenza con lo stesso; La diga detta anche "Diga del Basso Esaro"  da non confondere con la "Diga dell'alto Esaro"; si trova a nel comune di Roggiano Gravina in un perimetro che compre più di una località: "Larderia - Setto Avena - Castiglione - Serra dei Testi - Pietra Piantata". Situato tutto nel comune di Roggiano Gravina l'invaso è nato per sopperire alle carenze idriche della Piana di Sibari, dallo sbarramento è stato ricavato un piccolo lago, di circa 2.70 km² il Lago dell'Esaro.
N.B. Esistono due dighe che sbarrano il fiume Esaro la Diga del Basso Esaro, situata nel comune di Roggiano Gravina (CS) e i cui lavori sono stati terminati, serve attualmente la Piana di Sibari come bacino idrico. La diga incompiuta quella dell'Alto Esaro, è attualmente in costruzione nel comune di Sant'Agata di Esaro (CS), e condivide con il Lago dell'Esaro solo lo stesso corso d'acqua.

## Caratteristiche
L'invaso venne costruito con l'intento di ottenere un bacino idrico ad uso della Piana di Sibari, e per colmare le piene ed evitare le continue tracimazioni, l'ultima piena disastrosa fu nel febbraio 1951 dove nessun ponte sopravvisse alla impetuosa piena neanche quello ad 8 campate che si trovava dov'è l'attuale deflusso dell'invaso.